# Nemanja Vidić
Nemanja Vidić (serbisch-kyrillisch Немања Видић; * 21. Oktober 1981 in Titovo Užice, SFR Jugoslawien) ist ein ehemaliger serbischer Fußballspieler. Nemanja Vidić galt lange aufgrund seiner Kopfball- und Zweikampfstärke als einer der besten Abwehrspieler weltweit. Seine erfolgreichste Zeit hatte er zwischen 2006 und 2014 bei Manchester United. Dort wurde Vidić u. a. fünfmal englischer Meister sowie Champions-League-Sieger und Klub-Weltmeister.

## Vereinskarriere

### Roter Stern Belgrad
Nemanja Vidić wechselte in seiner Jugend von Sloboda Užice in die Jugendabteilung des serbischen Spitzenklubs Roter Stern Belgrad, wo er vier Jahre verbrachte. Sein Profidebüt gab er im Jahr 2000. Mit Roter Stern gewann er im Jahr 2002 und 2004 sowohl die Meisterschaft als auch den serbischen Pokal.

### Spartak Moskau
Ab 2004 spielte er beim russischen Verein Spartak Moskau, wo er sich schnell zum Stammspieler entwickelte. Im Dezember 2005 verpflichtete Manchester United den Innenverteidiger für eine Ablösesumme in Höhe von sieben Millionen Pfund.

### Manchester United
Zusammen mit Rio Ferdinand in der Innenverteidigung musste Manchester in der Saison 2007/08 in 38 Spielen nur 22 Gegentreffer hinnehmen. Vidić wurde in den Jahren 2007, 2008, 2009 und 2011 in das PFA Premier League Team of the Year gewählt. Am 8. November 2007 verlängerte Manchester seinen Vertrag bis zum Jahr 2012. Im Jahr 2008 konnte er neben der Meisterschaft mit Manchester die UEFA Champions League gewinnen.
Im Februar 2009 wurde Vidić zum Fußballer des Monats (Januar) der Premier League gewählt. Vidić wurde im April neben Ryan Giggs, Cristiano Ronaldo, Edwin van der Sar, Rio Ferdinand und Steven Gerrard als bester Spieler in der Premier League nominiert, wobei Vidić als Favorit gehandelt wurde. Es gewann jedoch Ryan Giggs. Am 21. Dezember kürte die FIFA in Zürich Vidić und John Terry vom FC Chelsea zu den besten Innenverteidigern Europas der Saison 2009. Diese Ehrung wurde ihm 2011 gemeinsam mit Gerard Piqué vom FC Barcelona noch einmal zuteil.
Zu Beginn der Saison 2010/11 wurde Nemanja Vidić von Trainer Alex Ferguson zum neuen Kapitän Manchesters bestimmt, da Gary Neville kaum noch spielte und zumeist durch John O’Shea oder Rafael ersetzt wurde. Zum Ende der Saison wurde der Verteidiger von den Sponsoren der Premier League, zum zweiten Mal nach 2009, zum besten Spieler der Saison gewählt.
Am 7. Dezember 2011 erlitt Vidić im letzten Champions-League-Gruppenspiel beim FC Basel (1:2) einen Kreuzbandriss im rechten Knie. Er fiel damit für die gesamte restliche Saison 2011/12 aus.
Am 11. Januar 2014 absolvierte Nemanja Vidic sein 200. Premier-League-Spiel für Manchester United beim 2:0-Sieg über Swansea City. Kurz darauf, am 7. Februar 2014, gab Vidić bekannt, seinen zum Ende der Saison 2013/14 auslaufenden Vertrag nicht zu verlängern, um „eine neue Herausforderung anzunehmen“.

### Inter Mailand
Im März 2014 unterschrieb Vidić einen Vertrag bei Inter Mailand für die darauffolgende Saison. Seinen Vertrag löste Vidić am 18. Januar 2016 auf. Elf Tage später verkündete er sein Karriereende.

### Nationalmannschaft
2006 nahm er mit der serbisch-montenegrinischen Nationalmannschaft an der Weltmeisterschaft teil, kam verletzungsbedingt jedoch nicht zum Einsatz.
Am 10. Oktober 2009 qualifizierte er sich mit der serbischen Nationalmannschaft als Gruppenerster noch vor Frankreich für die Weltmeisterschaft 2010 in Südafrika. Nach dem Rücktritt von Savo Milošević war er der 2. Kapitän der Nationalmannschaft. Infolge der verpassten Qualifikation für die Europameisterschaft 2012 trat Vidić aus der Nationalmannschaft zurück.

## Sonstiges
Seit 17. Juli 2006 ist Vidić verheiratet mit der Serbin Ana Ivanović, einer Wirtschaftsstudentin. Er ist Vater von drei Söhnen.

## Erfolge/Titel

### Vereinstitel
- UEFA Champions League: 2008
- FIFA-Klub-Weltmeisterschaft: 2008
- FA Premier League: 2007, 2008, 2009, 2011, 2013
- FA Community Shield: 2007, 2008, 2010, 2011
- Englischer Ligapokal: 2006, 2009, 2010
- Serbischer Meister: 2004
- Serbischer Pokalsieger: 2004
- Jugoslawischer Fußballpokal: 2002

### Auszeichnungen
- Bester serbischer Spieler im Ausland: 2005, 2007, 2008
- Serbiens Fußballer des Jahres: 2005, 2008
- Sir Matt Busby Spieler des Jahres: 2009
- Premier League Player of the Season: 2009, 2011
- Premier League Player of the Month: Januar 2009
- PFA Team of the Year: 2007, 2008, 2009, 2011
- FIFA/FIFPro World XI: 2009, 2011